# Gutsverwalterhaus (Röderhof)

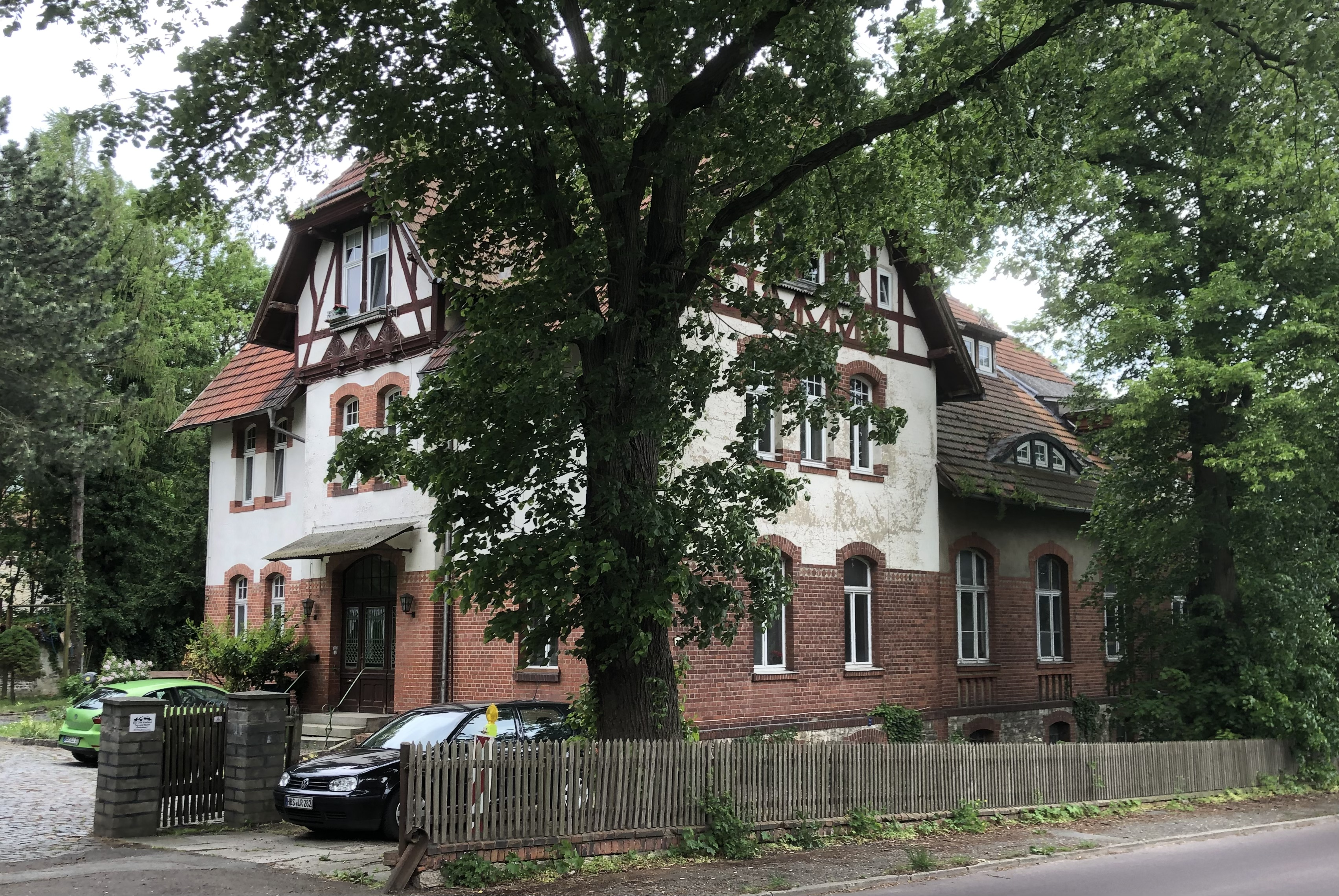
Gutsverwalterhaus im Jahr 2022

Das Gutsverwalterhaus ist eine denkmalgeschützte Villa im zur Gemeinde Huy in Sachsen-Anhalt gehörenden Ortsteil Röderhof.
Die Villa befindet sich im östlichen Teil von Röderhof auf der Südseite der Straße Oberdorf an der Adresse Oberdorf 30.
Das Gebäude entstand als Gutsverwalterhaus im Jahr 1910 in Formen des Jugendstils. Bemerkenswert sind historisierende Fachwerkelemente.
Im örtlichen Denkmalverzeichnis ist das Verwalterhaus unter der Erfassungsnummer 094 00800 als Baudenkmal verzeichnet. In der Vergangenheit bestand für das Grundstück auch die Adressierung Röderhof 30.